# Джонстон, Айвен Марри
Айвен Мюррэй Джонстон (англ. Ivan Murray Johnston 1898—1960), ботаник США, учился в колледже Помона города Клермонт в Калифорнии и в Гарвардском университете.
Его коллекции растений находятся в ботаническом саду ранчо Санта Ана (англ. Rancho Santa Ana Botanic Garden) Клермонта, и в гербарии Грея Гарвардского университета (англ. Harvard University Herbaria).
Его работы посвящены папоротникам и другим сосудистым растениям.